# Markéta Uherská
Svatá Markéta Uherská (27. ledna 1242, pevnost Klis – 18. ledna 1270/1271, Markétin ostrov) byla uherská princezna a řeholnice, dcera uherského krále Bély IV. a byzantské princezny Marie Laskariny. Za svatou byla prohlášena v roce 1943, svátek slaví 18. ledna. Je neteří sv. Alžběty Durynské a sestrou sv. Kingy Polské a bl. Jolanty Polské.

## Klášterní dětství

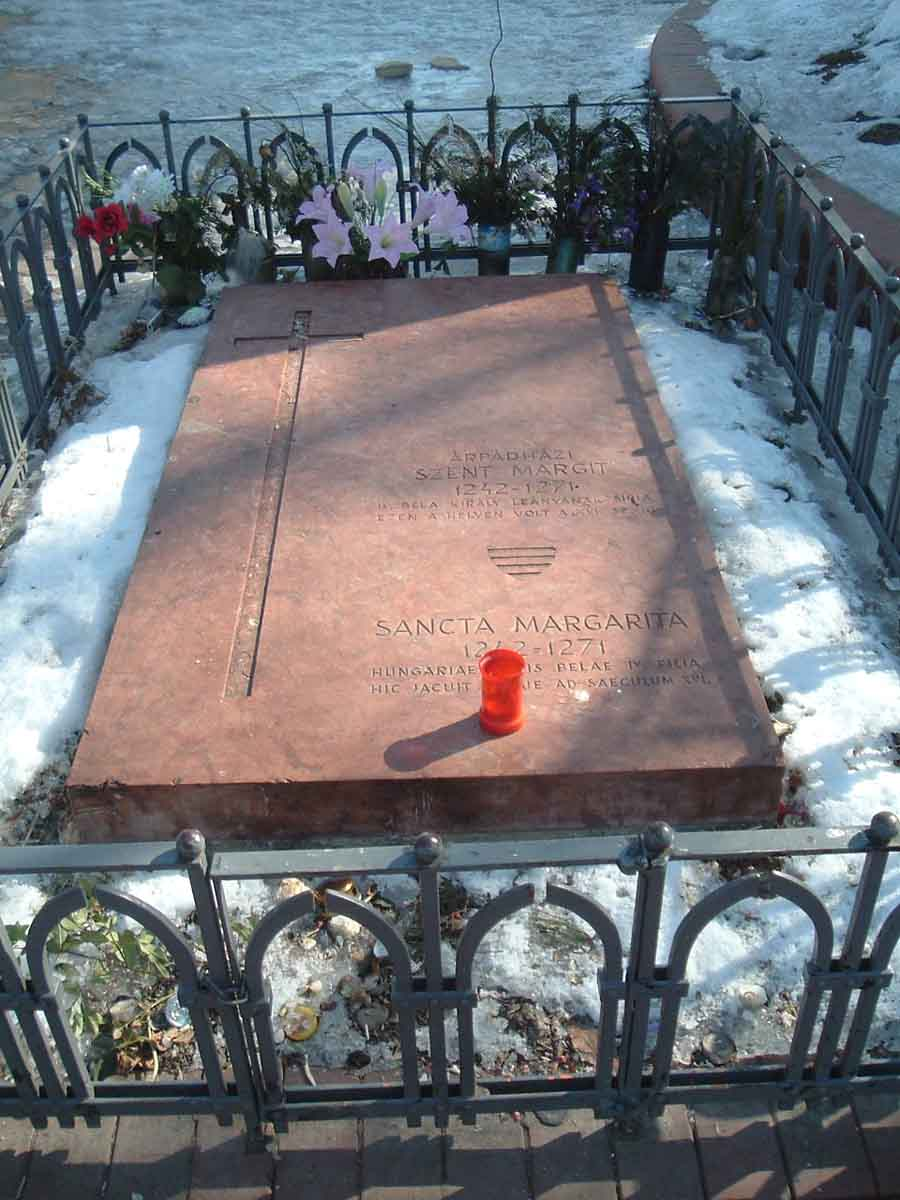
Náhrobek sv. Markéty

Markéta se narodila ve vsi Klis na území dnešního Chorvatska v období tatarských vpádů do Uher a mocenských sporů Arpádovců se sousedními Babenberky. 
První vidění prý měla již ve dvou letech, kdy předpověděla smrt rakouského vévody Fridricha a otcovu porážku v bitvě na Litavě.
Jako tříletá byla svěřena do dominikánského kláštera ve Veszprému. v roce 1252 odešla Markéta s celým konventem do nově založeného kláštera na Zaječím ostrově na Dunaji. Postupem let se Markéta vyvinula v silnou a asketickou osobnost pravidelně odmítající mnohé vznešené nápadníky. Mezi odmítnutými byli Přemysl Otakar II., Lev Haličský, Karel I. z Anjou a další.[zdroj?]
Zemřela v necelých třiceti letech pravděpodobně na tyfus[nepřesný odkaz].
| „ | ...tehdy za takovýchto okolností, ač v duchu ochotna snášet vše pro jméno Kristovo, zemdlela na těle natolik, že cítila, že je odsouzena k smrti, a řekla své představené a některým starším sestrám, že jí již nadchází blízké odloučení od těla. A to se také stalo: Světice žila již sotva pár dnů a schvácena horečkou třináctého dne své nemoci poručila za přítomnosti mnoha bratří a sester svou duši Stvořiteli a zesnula v pokoji léta Páně 1271, svého vlastního života léta devětadvacátého, osmnáctého ledna. | “ |